# Американский журавль
Американский журавль (лат. Grus americana) — крупная птица, самый редкий вид из семейства настоящих журавлей, его численность в настоящее время составляет всего около 400 особей. Обитает в Северной Америке.

## Описание
Крупная птица высотой около 150 см и размахом крыльев 210—240 см. Самцы несколько крупнее самок, их вес составляет в среднем 7,3 кг, в то время как у самок 6,4 кг. Оперение полностью белоснежно-белое, за исключением чёрных окончаний маховых перьев первого порядка на крыльях и чёрных усов, расходящихся по обе стороны от клюва. Маховые перья третьего порядка заметно удлинённые и опускаются сзади в виде шлейфа. На макушке головы перья отсутствуют, кожа в этом месте тёмно-красная. Роговица глаз золотисто-жёлтая. Клюв желтоватый, иногда на конце имеет тускло-зелёный оттенок. Ноги чёрные. Половой диморфизм (видимые различия между самцами и самками) не выражен. Молодые журавли заметно отличаются от взрослых птиц — их тело полностью покрыто перьями, включая и голову. Оперение, за исключением маховых крыльев, белое с многочисленными рыжими пятнами, которые с возрастом постепенно уменьшаются и затем исчезают. Маховые перья молодых птиц тёмно-серые. Цвет глаз у птенцов голубой.

## Распространение
В настоящее время американские журавли находятся на грани полного вымирания, и их популяция ограничена очень небольшой территорией Северной Америки. Оставшиеся птицы гнездятся в районе национального парка Вуд-Буффало на Северо-Западных территориях Канады, где их случайно обнаружили в 1954 году лесничий и пилот вертолёта, а в зимнее время мигрируют на побережье Мексиканского залива в резервате Арансас в американском штате Техас.
Однако многочисленные ископаемые находки говорят о том, что американские журавли были широко распространены в Северной Америке несколько миллионов лет назад во времена Плейстоцена, их ареал занимал обширную территорию от центральной Канады на севере до Мексики на юге и от штата Юта на западе до Атлантического побережья на востоке. Резкое снижение численности американских журавлей произошло во второй половине XIX века, что связывают с хозяйственной деятельностью человека и неконтролируемой охотой. В результате количество птиц уменьшилось всего до 10—12 пар, которые и были обнаружены в 1954 году в труднодоступной местности.
За исключением небольшой группы птиц, ведущих оседлый образ жизни в юго-западной Луизиане, места гнездовий американских журавлей были вытеснены с территории США ещё в конце XIX века. Оставшаяся луизианская популяция полностью исчезла к середине XX века: последние оставшиеся птицы были изъяты для содержания в вольерах в 1950 году.

## Образ жизни
Ранее американский журавль обитал в достаточно широком диапазоне различных биотопов. Вплоть до резкого снижения популяции он гнездился преимущественно в прериях с высокой травой на севере Среднего Запада и осиновых зарослях на востоке Канады. Однако его гнёзда можно было найти и в совершенно отличных таёжных и субарктических Северо-Западных территориях Канады, а также на болотистом побережье Мексиканского залива на юго-востоке США. Хотя общим признаком зимних стоянок всех этих экосистем являлось наличие заболоченной местности, её характер значительно различался от болот в гористой местности в Мексике до атлантического побережья Техаса и Южной Каролины. К тому же, у мигрирующих популяций наблюдалось довольно большое количество разнообразных маршрутов к местам зимней стоянки.

## Питание
Американские журавли всеядны — питаются как растительной, так и животной пищей. В период размножения их основной рацион составляют моллюски, ракообразные, насекомые, мелкая пресноводная рыба, лягушки и змеи. Во время зимней миграции питаются в различных условиях: на пашнях, засеянных кукурузой, пшеницей или сорго; посреди крупных и мелких болот, по берегам озёр и водохранилищ, на речных отмелях.

## Размножение

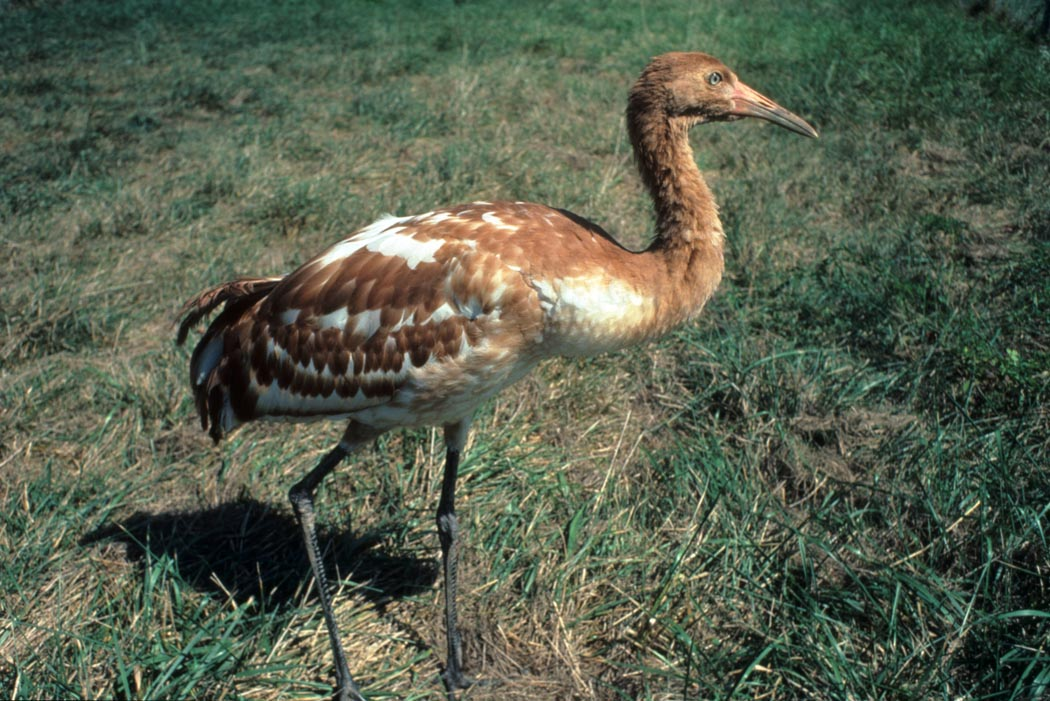
Молодой американский журавль

Как и у других видов журавлей, состоявшаяся пара отмечает своё соединение совместным характерным пением, которое представляет собой череду сложных протяжных мелодичных звуков. Во время пения журавли занимают вертикальное положение, обычно запрокидывают назад голову так, что клюв направлен вертикально вверх. У американских журавлей пение начинает самка, издавая два высоких звука в ответ на каждый одинокий более низкий звук самца. При этом самец расправляет свои крылья в то время как самка держит их сложенными. Во время ухаживания журавли танцуют, что может выражаться в подпрыгивании, перебежках, подбрасывании пучков травы или палочек и хлопаньи крыльями. Территория гнездовья может различаться довольно значительно и варьирует в пределах от 1,3 до 47,1 км².
Гнездо строится прямо в воде с глубиной 14—28 см на мелководье, посреди небольших озёр или на заливных лугах и представляет собой хорошо утрамбованную кучу камыша, осоки или другой болотной травы с небольшим углублением наверху. Вокруг гнезда всегда имеются участки с водой, труднодоступные для сухопутных хищников. Кладка яиц происходит в мае, самка обычно откладывает 2 яйца (в менее чем 10 % процентах случаев 1 яйцо) размером 10,8×6 см и весом около 207 г с перерывом в 2—3 дня. Инкубационный период длится 29—30 дней. Насиживают оба родителя, но самка проводит в гнезде большую часть времени. Как правило, до зимней миграции выживает только один птенец, так как между двумя птенцами начинается конкуренция за выживание, заканчивающаяся смертью одного из них. На крыло американские журавли встают через 80—90 дней. Половая зрелость молодых птиц наступает через 4—5 лет.

## Угрозы и охрана
Основными причинами резкого падения численности американских журавлей называют уменьшение площади земель, пригодных для проживания этих птиц, а также загрязнение окружающей среды. Кроме того, среди деструктивных факторов называют добычу нефти вблизи от резервата Арансас, нарушение естественной системы циркуляции пресной воды, увеличение туризма, травматизм от столкновения с линиями электропередач, незаконную охоту на этих птиц, птичий туберкулёз и слабое генетическое биоразнообразие вследствие малого количества выживших птиц.
С начала 1970-х годов, с образованием Международного фонда защиты журавлей и последующих программ по восстановлению ситуация медленно стала изменяться к лучшему. В питомнике фонда в штате Висконсин были основаны проекты по искусственному разведению этих и других редких видов журавлей с последующим внедрением их в условия дикой природы. В настоящее время эти программы приносят свои плоды — численность птиц возросла до 400 особей.